# Bisbat de Nyundo
L'Bisbat de Nyundo  (francès: Diocèse de Nyundo; llatí: Dioecesis Nyundoënsis) és un bisbat de l'Església catòlica pertanyent a Ruanda, sufragani de l'arquebisbat de Kigali. En 2012 comptava 607.628 batejats sobre 1.593.512 habitants. El bisbe és Anaclet Mwumvaneza.

## Territori
La diòcesi comprèn els districtes de Karongi, Ngororero, Rubavu i Rutsiro, així com la major part del districte de Nyabihu i una part del districte de Nyamasheke a la nova provincia de l'Oest de Ruanda
de la nova província del Sud de Ruanda.
La seu episcopal es troba a Nyundo.
El territori s'estén sobre 4.000 km² i es divideix en 23 parròquies.

## Història
El vicariat apostòlic de Nyundo fou erigit el 14 de febrer de 1952 amb la bulla Ut in Vicariatu del papa Pius XII, arrabassant-li el territori al vicariat apostòlic de Ruanda (avui bisbat de Kabgayi).
El 10 de novembre de 1959 el vicariat apostòlic fou elevat a diòcesi amn la butlla Cum parvulum del papa Joan XXIII.
El 20 de desembre de 1960 i el 5 de novembre de 1981 ha cedit porcions del seu territori per tal d'erigir les diòcesis respectives de Ruhengeri i de Cyangugu.

## Llista de bisbes
- Aloys Bigirumwami † (14 de febrer de 1952 - 17 de desembre de 1973 dimitit)
- Vincent Nsengiyumva † (17 de desembre de 1973 - 10 d'abril de 1976 nomenat arquebisbe de Kigali)
- Wenceslas Kalibushi † (9 de desembre de 1976 - 2 de gener de 1997 retirat)
- Alexis Habiyambere, S.J. (2 de gener de 1997 - 11 de març de 2016 retirat)
- Anaclet Mwumvaneza, des de l'11 de març de 2016

## Estadístiques
A finals del 2012, la diòcesi tenia 607.628 batejats sobre una població de 938.000 persones, equivalent al 38,1 % del total.
| any  | població | població  | població | sacerdots | sacerdots       | sacerdots       | sacerdots             | diàques | religiosos | religiosos | parroquies |
| ---- | -------- | --------- | -------- | --------- | --------------- | --------------- | --------------------- | ------- | ---------- | ---------- | ---------- |
| any  | batejats | total     | %        | total     | clergat secular | clergat regular | batejats por sacerdot | diàques | homes      | dones      |            |
| 1970 | 250.667  | 878.081   | 28,5     | 85        | 65              | 20              | 2.949                 |         | 58         | 156        | 23         |
| 1980 | 423.433  | 1.172.000 | 36,1     | 86        | 68              | 18              | 4.923                 |         | 68         | 132        | 26         |
| 1988 | 385.675  | 1.108.513 | 34,8     | 65        | 57              | 8               | 5.933                 |         | 39         | 110        | 18         |
| 1999 | 420.055  | 1.108.654 | 37,9     | 24        | 24              |                 | 17.502                |         | 7          | 28         | 19         |
| 2000 | 462.592  | 1.170.542 | 39,5     | 27        | 27              |                 | 17.133                |         | 4          | 39         | 19         |
| 2001 | 453.885  | 1.300.382 | 34,9     | 40        | 40              |                 | 11.347                |         | 9          | 62         | 19         |
| 2002 | 494.898  | 1.334.767 | 37,1     | 38        | 38              |                 | 13.023                |         | 10         | 70         | 19         |
| 2003 | 510.969  | 1.377.346 | 37,1     | 43        | 43              |                 | 11.883                |         | 13         | 72         | 19         |
| 2004 | 516.483  | 1.393.147 | 37,1     | 50        | 49              | 1               | 10.329                |         | 20         | 71         | 19         |
| 2013 | 607.628  | 1.593.512 | 38,1     | 74        | 74              |                 | 8.211                 |         | 33         | 141        | 23         |